# 1154
سنة 1154 كانت سنة بسيطة تبدأ يوم الجمعة (الرابط يظهر نموذج التقويم الكامل للسنة) من التقويم اليولياني.

## أحداث
- تأسيس مدينة تالين وتقع حاليا في إستونيا.

## مواليد
- محمد بن عبد الواحد الملاحي
- ابن السراج الشنتريني
- ابن عنين

## وفيات
- ستيفن ملك إنجلترا.
- يوسف بن طاهر الخويي.
- نيلوس دوكساباتريس.